# Archeolog

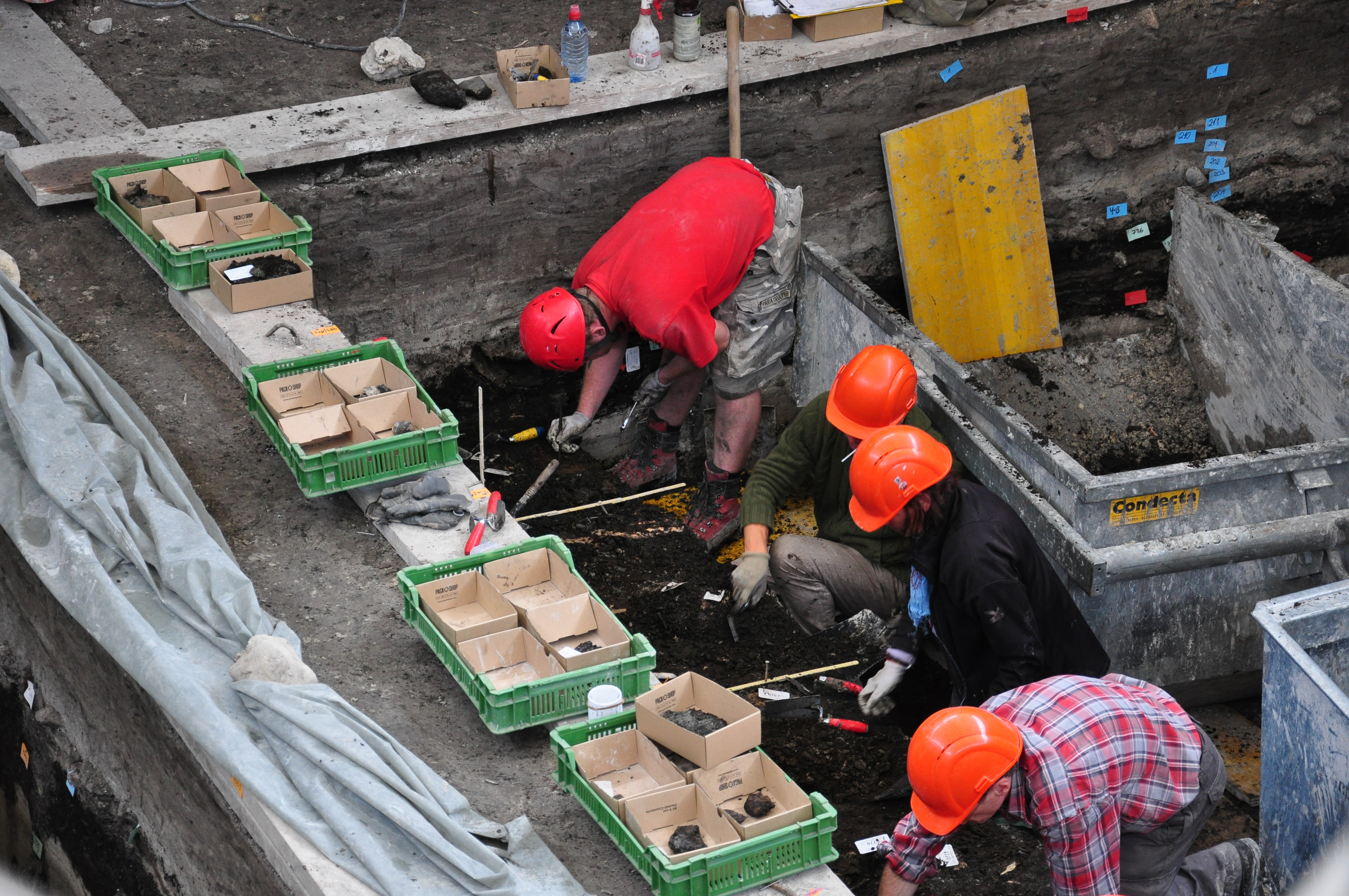
Archeolodzy podczas wykopalisk w Zurychu

Archeolog − osoba posiadająca właściwe kwalifikacje, potwierdzone wymaganymi dokumentami, która wyspecjalizowana jest w dziedzinie archeologii, zajmuje się badaniem minionych kultur i cywilizacji oraz ich relacjami z otaczającym środowiskiem.
Archeolodzy gromadzą, dokumentują i analizują materiał pochodzący z wykopalisk lub odnaleziony w inny sposób (elementy architektoniczne, rękodzieło, pozostałości biologiczne oraz szczątki ludzkie).

## Istota kontekstu dla obiektów w archeologii
Każdy zabytek stanowi unikalne świadectwo przeszłości. Wszystkie pozostałości dawnych społeczeństw dostarczają cennych informacji o ich kulturze, technikach, stanie wiedzy, stylu życia i wierzeniach. Analiza zabytków pozwala na rekonstrukcję historycznych wydarzeń, rozwój społeczny i technologiczny, a także na lepsze zrozumienie relacji międzyludzkich oraz środowiskowych w dawnych epokach.
Nawet najmniejszy obiekt, jest częścią większej układanki, która pomaga odtworzyć i zachować dziedzictwo ludzkości dla przyszłych pokoleń. 

## Archeolog w Polsce
W Polsce archeolog to jeden z zawodów regulowanych. Badania archeologiczne może prowadzić osoba, która posiada tytuł zawodowy magistra, uzyskany po ukończeniu wyższych studiów na kierunku archeologia oraz odbyła co najmniej 12-miesięczną praktykę zawodową. Posiadany tytuł archeologa pozwala na podejmowanie pracy na stanowiskach eksperckich, np. rzeczoznawca ministra kultury ds. archeologii.
Archeologię można studiować na następujących uczelniach w Polsce:
- Uniwersytet Gdański
- Uniwersytet Jagielloński w Krakowie
- Katolicki Uniwersytet Lubelski Jana Pawła II
- Uniwersytet Marii Curie-Skłodowskiej w Lublinie
- Uniwersytet Łódzki
- Uniwersytet im. Adama Mickiewicza w Poznaniu
- Uniwersytet Rzeszowski
- Uniwersytet Szczeciński
- Uniwersytet Mikołaja Kopernika w Toruniu
- Uniwersytet Kardynała Stefana Wyszyńskiego w Warszawie
- Uniwersytet Warszawski
- Uniwersytet Wrocławski

## Archeolog we Włoszech
We Włoszech archeolog nie jest zawodem regulowanym, zarówno jeśli chodzi o profil przygotowania do zawodu jak i praktyczne możliwości wykonywania tej profesji. Obecnie uczelnie włoskie umożliwiają zdobycie tytułu magistra ze specjalizacją w archeologii. Studia te uzupełnia dwuroczna szkoła specjalizująca, co daje w sumie siedem lat studiów uniwersyteckich. Można też po studiach czteroletnich podjąć dalsze studia i uzyskać tytuł dottore di ricerca w naukach historycznych, odpowiadający tytułowi Doctor of Philosoph w nomenklaturze anglosaskiej.